# 股息稅
股息稅是向股東對其股息收入收取的稅款。不同於其他針對勞力生產的稅務，股息稅為針對資本產生的收入開徵的稅項。

## 現行稅制

### 香港
香港一直沒有實施股息稅。於2013年，左翼21提出的稅制改革中，提出開徵股息稅。，及後於2016年立法會選舉，多個泛民政黨及候選人同樣提出開徵股息稅的訴求，包括街工、工黨等，唯政黨間均沒有進行具體方案研究，分析實施後對社會及公共財政的影響。
儘管海外投資者買賣港股並不需要向香港繳納股息稅，但部分上市公司可能會代扣其注冊所在地的股息稅。此外，香港投資者如購買海外股票，可能會被所在市場的國家收取股息稅。例如和香港沒有雙邊稅務安排的美國股市，香港投資者需要繳納30%股息稅，而内地投資者買賣美股只需要繳納10%股息稅，因爲内地和美國有相關稅務優惠安排。

## 爭議
因應對股息稅的定義不同，除了股息以外，社會對利息收入、租金收入等「非勞動收入」是否應納入股息稅的徵收範圍有不同看法。

### 支持意見
有言論認為，企業一般會被視「法人」，在法律上享有與「自然人」一樣的義務與責任。而其責任應與其股東分開對待，因此，向企業徵收如利得稅等稅項，並不等於股東已就企業所得履行繳稅責任。
由於掌管企業的富人主要收入來源為股息等「非勞動收入」，因此他們都不受如薪俸稅等向「勞動收入」徵稅的稅項影響，令他們所課的稅項遠較他們從社會所得的低。為了讓社會資源及財富得以公平分配及運用，富人應就股息收入課稅。

### 反對意見
開徵股息稅容易造成企業的收入被雙重徵稅，特別是在實行利得稅的地區；如要避免雙重徵稅又要有效地防止避稅，便須制訂繁複的法例和稅收抵免機制。同時，在實施地域來源原則徵稅的地區如香港，投資者可選擇投資外地的公司，以逃避繳交股息稅。
而且股息稅收入容易受經濟週期及企業的派息政策影響，繼而破壞政府收入的穩定性。如當經濟不景，企業盈利較低時，派息亦會較少。同時，企業即使錄得盈利，可能選擇不派發股息。

## 發展

### 工黨建議[4]
工黨建議每年股息收入的首25萬元免稅，餘額計入其利得稅中的應評稅利潤，即以平均股息率2.5%計算，相當於擁有1,000萬元股票資產的個人或公司才須繳交股息稅。股息稅率按薪俸稅、個人入息課稅或利得稅稅率計算。工黨同時建議豁免強積金及認可退休保障計劃繳付股息稅，以保障市民的退休收入。工黨以現時主板市值20萬億元，平均股息2.5%估算，假設派發股息的一成需要徵稅，稅收相當於100億元。以2015年至2016年度香港政府財政預算案計算，每年增加100億元相當於增加每年收入的25%。
例子：
|                  | 退休夫婦  | 醫生      | 某富豪          | 某法團        |
| ---------------- | --------- | --------- | --------------- | ------------- |
| 年薪或利潤       | 0元       | 600,000元 | 55,000元        | 100,000,000元 |
| 股息收入         | 500,000元 | 10,000元  | 2,000,000,000元 | 10,000,000元  |
| 總入息或利潤     | 500,000元 | 610,000元 | 2,000,055,000元 | 110,000,000元 |
| 現行免稅額       | 240,000元 | 410,000元 | 120,000元       | 0元           |
| 股息免稅額       | 250,000元 | 10,000元  | 250,000元       | 250,000元     |
| 應評稅收入或利潤 | 10,000元  | 190,000元 | 1,999,685,000元 | 109,750,000元 |
| 應繳稅款         | 200元     | 20,300元  | 299,952,750元   | 18,108,750元  |
| 現行稅款         | 0元       | 20,300元  | 0元             | 16,500,000元  |

#### 反對意見
影響退休人士生活：由於設有250,000元免稅額，再加上現行薪俸稅的免稅額，一對退休夫婦股息收入超過490,000元才須繳稅；而且是採用累進稅制，股息收入600,000元，應繳稅款只是7,200元。
自行申報股息收入，評稅工作困難：由於設有250,000元免稅額，估計需要繳交股息稅的個案不多，稅務局毋須增加大量人手，亦可處理額外的評稅工作，相對以百億元計的稅收，相關的評稅成本絕對物超所值。
雙重徵稅：公司法團和股東是兩個不同的納稅人：倘若公司法團欠交稅款，股東是不用「上身」；而同樣道理，公司法團繳付利得稅，亦不能當作股東已繳交稅款。

## 其他地區
大部分發達經濟體都有徵收股息稅，新加坡與香港是少數例外。一般徵收方法分為總入息評稅，以及雙軌入息評稅。
英國、美國、澳洲、台灣等地，將股息計入應評稅入息，以累進稅率徵收，即總入息評稅制(comprehensive income tax regime)，以英國為例，32,010鎊以下稅率10%，150,000鎊以下32.5%，150,000鎊以上37.5%。
北歐、德國、荷蘭等其他國家，則以單一稅率徵收股息稅，將股息及其他資本收入，跟薪酬分開處理，即雙軌入息評稅制(dual income tax regime)；

## 註解
1. ↑  假設已婚並育有1名子女，連同按揭利息扣減，現行免稅額為 {\displaystyle 240,000+70,000+100,000=410,000}元。
2. ↑  退休夫婦應評稅收入為10,000元，按薪俸稅首40,000元稅率計算，應繳稅款為200元；醫生應評稅收入為20,300元，按薪俸首3個稅階(每40,000元)邊際稅率分別為2%、7%及12%，以及餘額17%計算，應繳稅款為20,300元；某富豪應評稅收入為1,999,685,000元，按薪俸稅標準稅率15%計算，應繳稅款為299,952,750元；某法團應評稅利潤為109,750,000元，按利得稅稅率16.5%計算，應繳稅款為18,108,750元。